# Лазинська Валерія Юріївна
Валерія Юріївна Лазинська (рос. Валерия Юрьевна Лазинская; нар. 10 грудня 1992, Шахтинськ, Карагандинська область, Казахстан) — російська борчиня вільного стилю, бронзова призерка чемпіонату світу, чемпіонка Європейських ігор. Майстер спорту міжнародного класу з вільної боротьби.

## Біографія
Народилася в 1992 році в Казахстані, в шахтарській родині. Потім переїхала з батьками до Нижнього Новгорода. З дев'ятирічного віку мешкає в Єгор'євську. Закінчивши середню школу, вступила до Московського державного гуманітарного університету імені Шолохова.
Боротьбою займається з 2002 року. Перший тренер Олег Чернов. Була другою на чемпіонаті світу серед юніорів 2010 року. Чемпіонка 2009 року та срібна призерка 2008 року на чемпіонатах Європи серед кадетів.
Виступає за ЦЛВС (Єгор'євськ). Виграла першість Росії 2011 року. Того ж року зазнала серйозної травми (повний розрив передньої хрестоподібної зв'язки на коліні), перенесла декілька операцій, рік пересувалась на милицях, але все ж змогла стати на ноги. Чемпіонка Росії (2017). Срібна (2014) та бронзова (2016) призерка чемпіонатів Росії.
У збірній команді Росії з 2014 року.

## Спортивні результати на міжнародних змаганнях

### Виступи на Чемпіонатах світу
| Змагання                        | Збірна | Вагова категорія          | Місце  |
| ------------------------------- | ------ | ------------------------- | ------ |
| Чемпіонат світу з боротьби 2014 | Росія  | жіноча боротьба, до 63 кг | Бронза |
| Чемпіонат світу з боротьби 2015 | Росія  | жіноча боротьба, до 63 кг | 24     |
| Чемпіонат світу з боротьби 2017 | Росія  | жіноча боротьба, до 63 кг | Бронза |

На чемпіонаті світу 2014 року у першій сутичці програла українці Юлії Ткач, яка потім дісталася фіналу. Це дало змогу Лазинській поборотися за третє місце. У підсумку росіянка виграла бронзу, а українка — золото.

### Виступи на Європейських іграх
| Змагання              | Збірна | Вагова категорія          | Місце  |
| --------------------- | ------ | ------------------------- | ------ |
| Європейські ігри 2015 | Росія  | жіноча боротьба, до 63 кг | Золото |

### Виступи на Чемпіонатах світу серед студентів
| Змагання                                        | Збірна | Вагова категорія          | Місце  |
| ----------------------------------------------- | ------ | ------------------------- | ------ |
| Чемпіонат світу з боротьби серед студентів 2014 | Росія  | жіноча боротьба, до 63 кг | Бронза |

### Виступи на інших змаганнях
| Змагання                                      | Збірна | Вагова категорія          | Місце  |
| --------------------------------------------- | ------ | ------------------------- | ------ |
| Міжнародний турнір Олімпія 2013               | Росія  | жіноча боротьба, до 63 кг | Бронза |
| Klippan Lady Open 2014                        | Росія  | жіноча боротьба, до 63 кг | 5      |
| Вогні Москви 2014                             | Росія  | жіноча боротьба, до 63 кг | Золото |
| Відкритий кубок Росії з вільної боротьби 2014 | Росія  | жіноча боротьба, до 63 кг | Бронза |
| Гран-прі «Іван Яригін» 2015                   | Росія  | жіноча боротьба, до 63 кг | 9      |
| Klippan Lady Open 2015                        | Росія  | жіноча боротьба, до 63 кг | Бронза |
| Кубок Алроси 2015                             | Росія  | жіноча боротьба, до 63 кг | Золото |
| Золотий Гран-прі з боротьби 2015              | Росія  | жіноча боротьба, до 63 кг | Бронза |
| Тестовий турнір UWW 2016                      | Росія  | жіноча боротьба, до 63 кг | 5      |
| Klippan Lady Open 2016                        | Росія  | жіноча боротьба, до 63 кг | 8      |
| Гран-прі Німеччини з боротьби 2016            | Росія  | жіноча боротьба, до 63 кг | Срібло |
| Чемпіонат Росії з вільної боротьби 2016       | Росія  | жіноча боротьба, до 63 кг | Бронза |
| Кубок Європейських націй з боротьби 2016      | Росія  | команда                   | Золото |
| Гран-прі «Іван Яригін» 2017                   | Росія  | жіноча боротьба, до 63 кг | 8      |
| Klippan Lady Open 2017                        | Росія  | жіноча боротьба, до 63 кг | Золото |
| Чемпіонат Росії з вільної боротьби 2017       | Росія  | жіноча боротьба, до 63 кг | Золото |
| Кубок Алроси 2017                             | Росія  | команда                   | Золото |

### Виступи на змаганнях молодших вікових груп
| Змагання                                       | Збірна | Вагова категорія          | Місце  |
| ---------------------------------------------- | ------ | ------------------------- | ------ |
| Чемпіонат Європи з боротьби серед кадетів 2008 | Росія  | жіноча боротьба, до 65 кг | Срібло |
| Чемпіонат Європи з боротьби серед кадетів 2009 | Росія  | жіноча боротьба, до 70 кг | Золото |
| Чемпіонат світу з боротьби серед юніорів 2010  | Росія  | жіноча боротьба, до 63 кг | Срібло |